# Floor Seats
Floor Seats è il primo EP del rapper statunitense ASAP Ferg, pubblicato il 16 agosto 2019 dalla ASAP Worlwide.

## Promozione
La tracklist dell'EP è stata resa pubblica dal rapper il 12 agosto sugli account di Instagram e Twitter. Successivamente il post è stato eliminato dal profilo Instagram.

### Singoli
Il 9 maggio, Ferg pubblica il primo il singolo, in collaborazione con ASAP Rocky, Pups. La produzione di Frankie P lancia il successo del 1998 di DMX Get At Me Dog. Era il singolo principale del suo primo album in studio, It's Dark and Hell Is Hot. Rocky e Ferg hanno co-diretto il video musicale con Shomi Patwary pubblicato il 17 maggio dello stesso anno.
Wam è uscito il 15 luglio e il video musicale il 30 ottobre su Youtube.
La title track Floor Seats, è stata uscita tre giorni dopo il secondo singolo, il 18 luglio.

## Accoglienza
L'autore della recensione di AllMusic, Neil Z. Yeung, ha definito Floor Seats un tipico "set carnale" che vede il rapper newyorkese collaborare con artisti hip hop a lui conosciuti e "di famiglia".

## Tracce
1. Floor Seats – 2:37 (Cedric Miller, Darold Brown, Japhet Landis, Liam Howlett, Shahin Badar)
2. Jet Lag – 3:23 (Benjamin Jayne, Brown, Shamann Cooke)
3. Wam (feat. MadeinTYO) – 2:37 (Allan Lopez, Brown, Dylan Anis, Malcolm Jamaal Davis)
4. Wigs (feat. City Girls, Asian Da Brat & Antha) – 3:39 (Brown, Frank Parra, Misharron Jamesha Allen)
5. Butt Naked (feat. Rico Nasty) – 2:32 (Lopez, Brown, Maria-Cecilia Simone Kelly)
6. Pups (feat. ASAP Rocky) – 2:28 (Anthony Fields, Damon Blackmon, Brown, Earl Simmons, Parra, Rakim Mayers, Sam Taylor)
7. Hummer Limo – 3:27 (Lopez, Brown, Federico Vindver, Timothy Mosley, Usha Khanna, Vitthalbhai Patel)
8. Ride (feat. Ty Dolla $ign) – 3:21 (Brown, Ricci Riera, Tyrone Griffin, Jr.)
9. Dreams, Fairytales, Fantasies (feat. Brent Faiyaz) – 3:43 (Christopher Wood, Brown, James Poyser, Salaam Remi)

Durata totale: 27:47

## Classifiche
| Classifica (2019) | Posizione massima |
| ----------------- | ----------------- |
| Australia         | 70                |
| Belgio (Fiandre)  | 146               |
| Canada            | 38                |
| Francia           | 165               |
| Norvegia          | 28                |
| Nuova Zelanda     | 35                |
| Paesi Bassi       | 98                |
| Stati Uniti       | 50                |